# 布勞河
48°23′42.45″N 9°59′32.23″E / 48.3951250°N 9.9922861°E

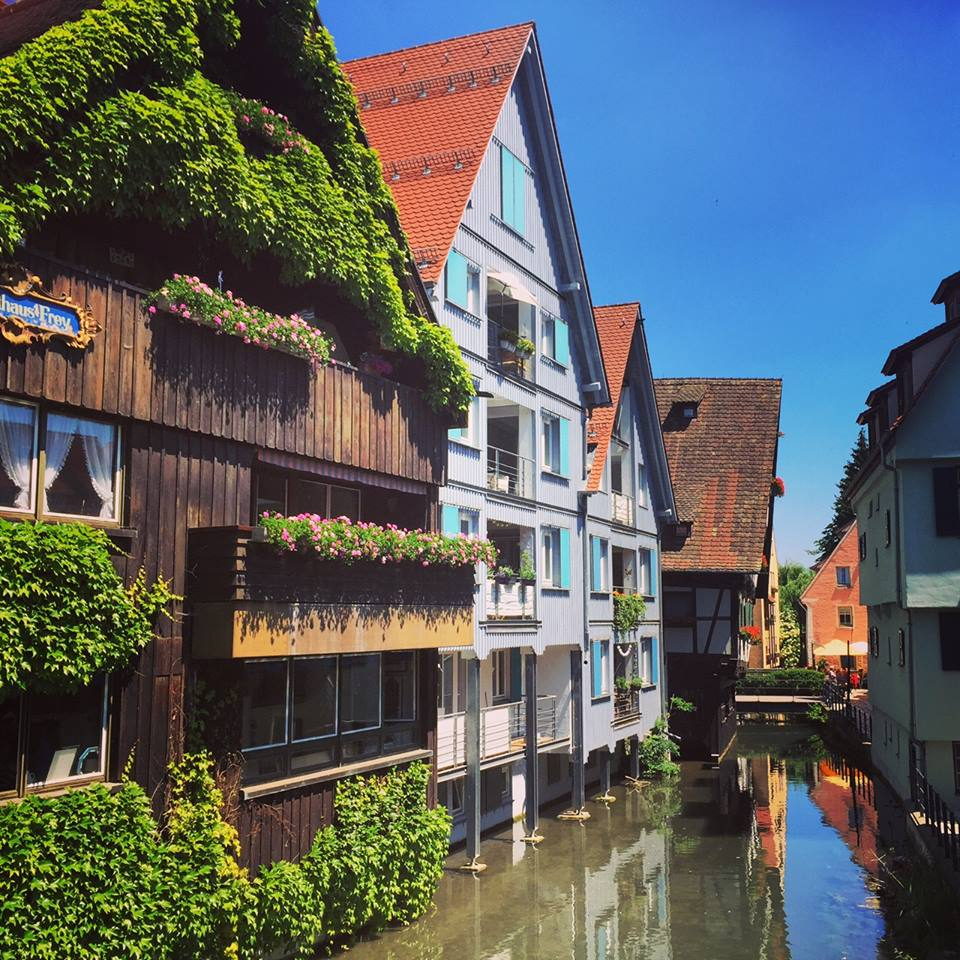
布勞河

布勞河（德語：Blau），是德國的河流，位於該國西南部，由巴登-符騰堡州負責管轄，處於施瓦本汝拉山南側，屬於多瑙河的支流，河道全長22.2公里，流域面積487.9平方公里。